# The Bourne Ultimatum
The Bourne Ultimatum er en amerikansk spionfilm fra 2007 instrueret af Paul Greengrass og løst baseret på Robert Ludlum-romanen af samme navn. Filmen er en fortsættelse af The Bourne Identity og The Bourne Supremacy, og også denne har Matt Damon i hovedrollen som agenten Jason Bourne med hukommelsestab.

## Medvirkende
- Matt Damon - Jason Bourne
- Julia Stiles - Nicky Parsons
- David Strathairn - Noah Vosen
- Joan Allen - Pam Landy
- Paddy Considine - Simon Ross
- Albert Finney - Dr. Albert Hirsch
- Scott Glenn - Ezra Kramer
- Colin Stinton - Neal Daniels
- Joey Ansah - Desh
- Édgar Ramírez - Paz
- Tom Gallop - Tom Cronin
- Corey Johnson - Wills
- Franka Potente - Marie Kreutz
- Daniel Brühl - Martin Kreutz
- Scott Adkins - Agent Kiley

## Ekstern henvisning
- The Bourne Ultimatum på Internet Movie Database (engelsk)
- The Bourne Ultimatum på Filmdatabasen
- The Bourne Ultimatum på Scope
- The Bourne Ultimatum i Svensk Filmdatabas (svensk)
- The Bourne Ultimatum på AlloCiné (fransk)
- The Bourne Ultimatum på MovieMeter (nederlandsk)
- The Bourne Ultimatum på AllMovie (engelsk)
- The Bourne Ultimatum hos American Film Institute (engelsk)
- The Bourne Ultimatum hos British Film Institute (engelsk)
- The Bourne Ultimatums profil hos Encyclopædia Britannica Online (engelsk)